# Rówienkowa Turnia
Rówienkowa Turnia, dawniej Zachodnia Rówienkowa Turnia (słow. Rovienková veža, Západná Rovienková veža, niem. Westliches Rovinkihorn, węg. Nyugati-Rovinki-szarv, 2272 m n.p.m.) – szczyt w głównej grani Tatr, wznoszący się nad doliną Rówienki (Rovienková dolina) i Doliną Staroleśną (Veľká Studená dolina). Od Graniastej Turni (Hranatá veža, 2261 m) oddzielony jest Graniastą Przełęczą (Vyšné Rovienkové sedlo, 2235 m), a od Krzesanego Rogu (Kresaný roh, 2305 m) – Rówienkową Przełęczą (Rovienkové sedlo, 2230 m).
Poniżej uskoku południowo-zachodniej grani schodzącej ku Graniastej Przełęczy znajdują się: Rówienkowa Szczerbina i Rówienkowy Ząb.
Nazwa pochodzi od Doliny Rówienek. Na Rówienkową Turnię nie prowadzi żaden szlak turystyczny. Najdogodniejsze wejście nieznakowane (nieco trudne) jest od Graniastej Przełęczy.
Pierwsze znane wejścia:
- latem – Zygmunt Klemensiewicz i Jerzy Maślanka, 30 sierpnia 1906 r.,
- zimą – Arno Puškáš i towarzysze, 3 marca 1955 r.

## Bibliografia

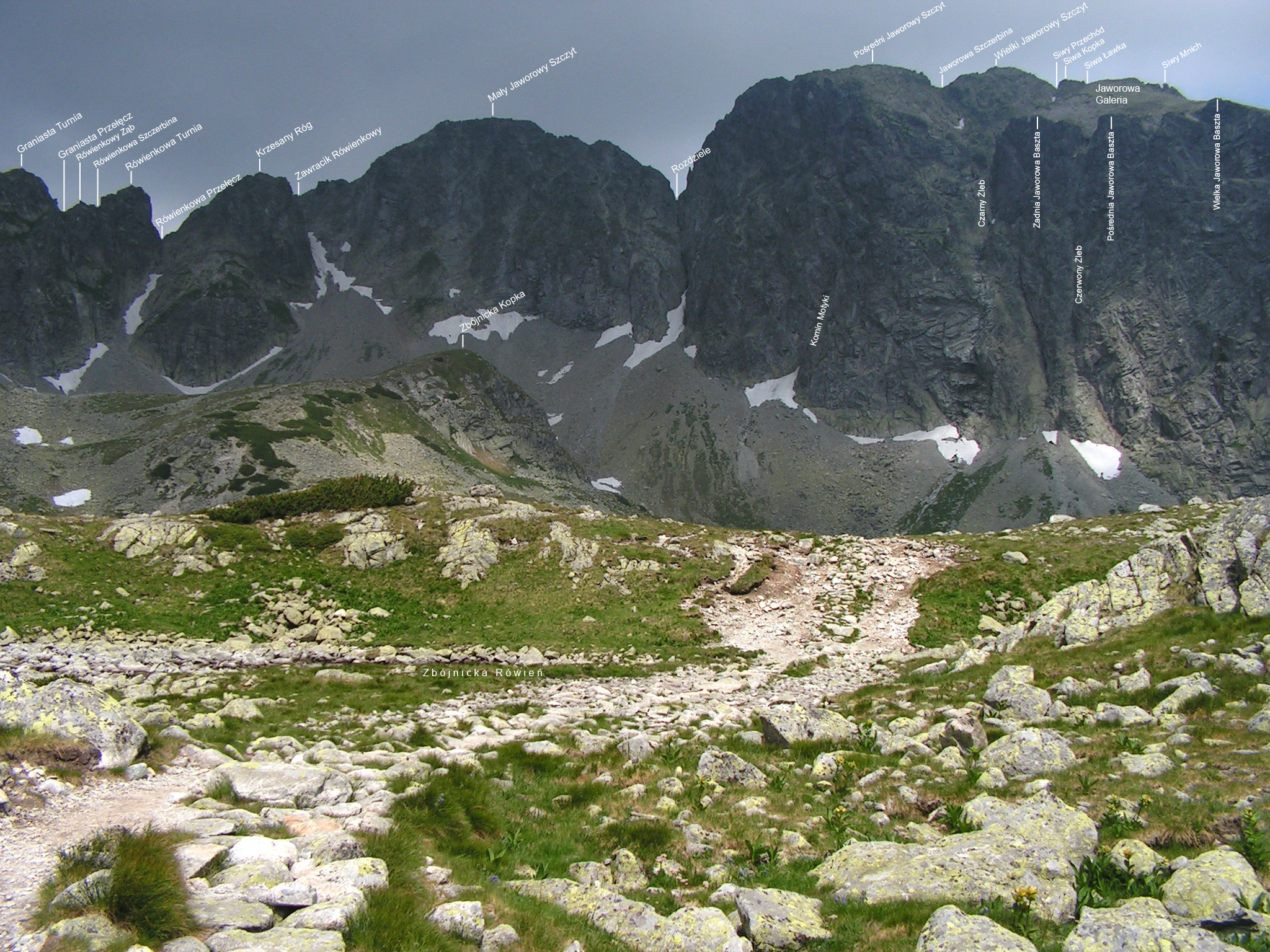
Rówienkowa Turnia, Krzesany Róg i Jaworowe Szczyty z Doliny Staroleśnej (podpisane formacje)